# Улица Канадзавы
Улица Канадза́вы (бывший Пирожко́вский, Коммуна́льный, Рыдзинского, Ба́нковский переулок) — улица в Правобережном округе города Иркутска, одна из центральных и старейших улиц города. Расположена в историческом центре между параллельными ей улицами Российская и Свердлова, начинается от пересечения с улицей Марата, заканчивается пересечением с улицей Ленина.
В 1920 году Пирожковский переулок был переименован в Коммунальный. В 1967 году Коммунальный переулок был переименован в переулок Рыдзинского. В 1969 году переулок Рыдзинского был переименован в Банковский. В 1983 году Банковский переулок был переименован в улицу Канадзавы в честь японского города Канадзава, который является побратимом города Иркутск. На улице Канадзавы установлены уличные аншлаги на русском и японском языках.
В 1994 году на углу улиц Канадзавы и Марата был установлен монумент российско-японских связей.
В 1997 году на улице Канадзавы был установлен памятный знак города Канадзава — фонарь котодзи-торо.
В 2008 году был проведён ремонт улицы Канадзавы.

## Здания и сооружения
- Монумент российско-японских связей (1994 год, архитектор Мимура).
- Фонарь котодзи-торо (1997 год), копия фонаря из парка Кэнроку-эн в Канадзаве.
- № 1, 3, 3а — жилые дома.
- № 2 — Министерство социального развития, опеки и попечительства Иркутской области.
- правое крыло бывшей гостиницы «Сибирь» (офисный центр)[5].